# Flower of Evil
Flower of Evil (en hangul, 악의 꽃; romanización revisada, Akui Kkot) es una serie de televisión surcoreana protagonizada por Lee Joon-gi, Moon Chae-won, Jang Hee-jin y Seo Hyun-woo.

## Sinopsis
Baek Hee-sung (Lee Joon-gi) es un hombre que oculta su identidad y su pasado a su esposa Cha Ji-won (Moon Chae-won), una detective. Parecen ser la familia perfecta: una pareja amorosa con una hermosa hija que adora a sus padres. Cha Ji-won y sus colegas comienzan a investigar una serie de asesinatos sin resolver y se enfrenta a la realidad de que su marido aparentemente perfecto puede estar ocultándole algo.

## Elenco

### Personajes principales
- Lee Joon-gi como Baek Hee-sung / Do Hyun-soo.[1]
  - Park Hyun-joon como Do Hyun-soo joven.
- Moon Chae-won como Cha Ji-won.
- Jang Hee-jin como Do Hae-soo.[2]
  - Lim Na-young como Hae-soo joven.[5]
- Seo Hyun-woo como Kim Moo-jin.[3]
  - Jeong Taek-hyun como el joven Moo-jin.[6]

### Personajes secundarios
- Jung Seo-yeon como Baek Eun-ha, hija de Hee-sung y Ji-won.[7]
- Son Jong-hak como Baek Man-woo, padre de Hee-sung.[8]
- Nam Ki-ae como Gong Min-ja, madre de Hee-sung.[9]
- Jo Kyung-sook como Moon Young-ok, madre de Ji-won.[10]
- Yang Hye-jin como Kang Pil-young, reportero principal.
- Choi Dae-hoon como Lee Woo-cheol, líder del equipo de investigación de homicidios.
- Choi Young-joon como Choi Jae-seop, detective veterano.[11][12]
- Kim Jin-woo como Im Ho-joon, miembro más joven del equipo.
- Lim Chul-hyung como Yoon Sang-pil, jefe de sección.
- Choi Byung-mo como Do Min-seok, padre de Hae-soo y Hyun-soo.
- Kim Ji-hoon como Baek Hee-sung.[13]

## Episodios
Se transmitió en tvN todos los miércoles y jueves a las 22:50 (KST) desde el 29 de julio hasta el 23 de septiembre de 2020.

### Audiencia
| Temporada | Temporada | Episodio número | Episodio número | Episodio número | Episodio número | Episodio número | Episodio número | Episodio número | Episodio número | Episodio número | Episodio número | Episodio número | Episodio número | Episodio número | Episodio número | Episodio número | Episodio número | Promedio |
| Temporada | Temporada | 1               | 2               | 3               | 4               | 5               | 6               | 7               | 8               | 9               | 10              | 11              | 12              | 13              | 14              | 15              | 16              | Promedio |
| --------- | --------- | --------------- | --------------- | --------------- | --------------- | --------------- | --------------- | --------------- | --------------- | --------------- | --------------- | --------------- | --------------- | --------------- | --------------- | --------------- | --------------- | -------- |
|           | 1         | 806             | 640             | 752             | 912             | 752             | 797             | 932             | 937             | 803             | 851             | 887             | 1212            | 1092            | 1210            | 1212            | 1349            | 947      |

| 1 | 29 de julio de 2020      | 3,357% | 4,248% |
| 2 | 30 de julio de 2020      | 2,860% | 3,155% |
| 3 | 5 de agosto de 2020      | 3,116% | 3,570% |
| 4 | 6 de agosto de 2020      | 3,735% | 4,357% |
| 5 | 12 de agosto de 2020     | 2,973% | 3,060% |
| 6 | 13 de agosto de 2020     | 3,615% | 4,030% |
| 7 | 19 de agosto de 2020     | 3,526% | 4,030% |
| 8 | 20 de agosto de 2020     | 3,863% | 4,358% |
| 9 | 26 de agosto de 2020     | 3,539% | 4,142% |
| 10 | 27 de agosto de 2020     | 3,659% | 4,701% |
| 11 | 2 de septiembre de 2020  | 3,844% | 4,250% |
| 12 | 9 de septiembre de 2020  | 4,729% | 5,234% |
| 13 | 10 de septiembre de 2020 | 4,456% | 4,853% |
| 14 | 16 de septiembre de 2020 | 4,767% | 5,246% |
| 15 | 17 de septiembre de 2020 | 5,083% | 5,536% |
| 16 | 23 de septiembre de 2020 | 5,715% | 6,639% |
| Promedio | Promedio                 | 3,927% | 4,463% |
| Especial | 3 de septiembre de 2020  | 2,342% | 2,797% |
| - En la tabla superior los números en azúl representan la audiencia más baja y los rojos la más alta. - Este drama fue transmitido a través de un canal de cable cuya audiencia por lo general es relativamente pequeña comparada con los canales públicos de televisión como KBS, SBS, MBC y EBS. |                          |        |        |

## Premios y nominaciones
| Año  | Categoría               | Premio                   | Nominado       | Resultado |
| ---- | ----------------------- | ------------------------ | -------------- | --------- |
| 2021 | Best Actor              | 57th Baeksang Arts Award | Lee Joon-gi    | Nominado  |
| 2021 | Best Supporting Actor   | 57th Baeksang Arts Award | Kim Ji-hoon    | Nominado  |
| 2021 | Best Drama              | 57th Baeksang Arts Award | Flower of Evil | Nominado  |
| 2021 | Best Director           | 57th Baeksang Arts Award | Kim Chul-gyu   | Ganó      |
| 2020 | Asia Celebrity (Actor)  | 5th Asia Artist Award    | Lee Joon-gi    | Ganó      |
| 2020 | AAA Best Artist (Actor) | 5th Asia Artist Award    | Lee Joon-gi    | Ganó      |

## Producción
La serie también se encuentra disponible (restringida en algunas áreas) en IQiyi con subtítulos en varios idiomas en el sudeste asiático desde el 30 de julio de 2020.

## Adaptaciones
| Año  | País      | Cadena                 | Nombre         |
| ---- | --------- | ---------------------- | -------------- |
| 2022 | Filipinas | Kapamilya Channel, A2Z | Flower of Evil |
| 2022 | India     | ZEE5                   | Duranga        |